# إميل لانغ
إميل لانغ (بالألمانية: Emil Lang) هو طيار ألماني، ولد في 14 يناير 1909 في فرآونبيرغ في ألمانيا، وتوفي في 3 سبتمبر 1944
مقتولا في معركة.